# Hesketh Motorcycles

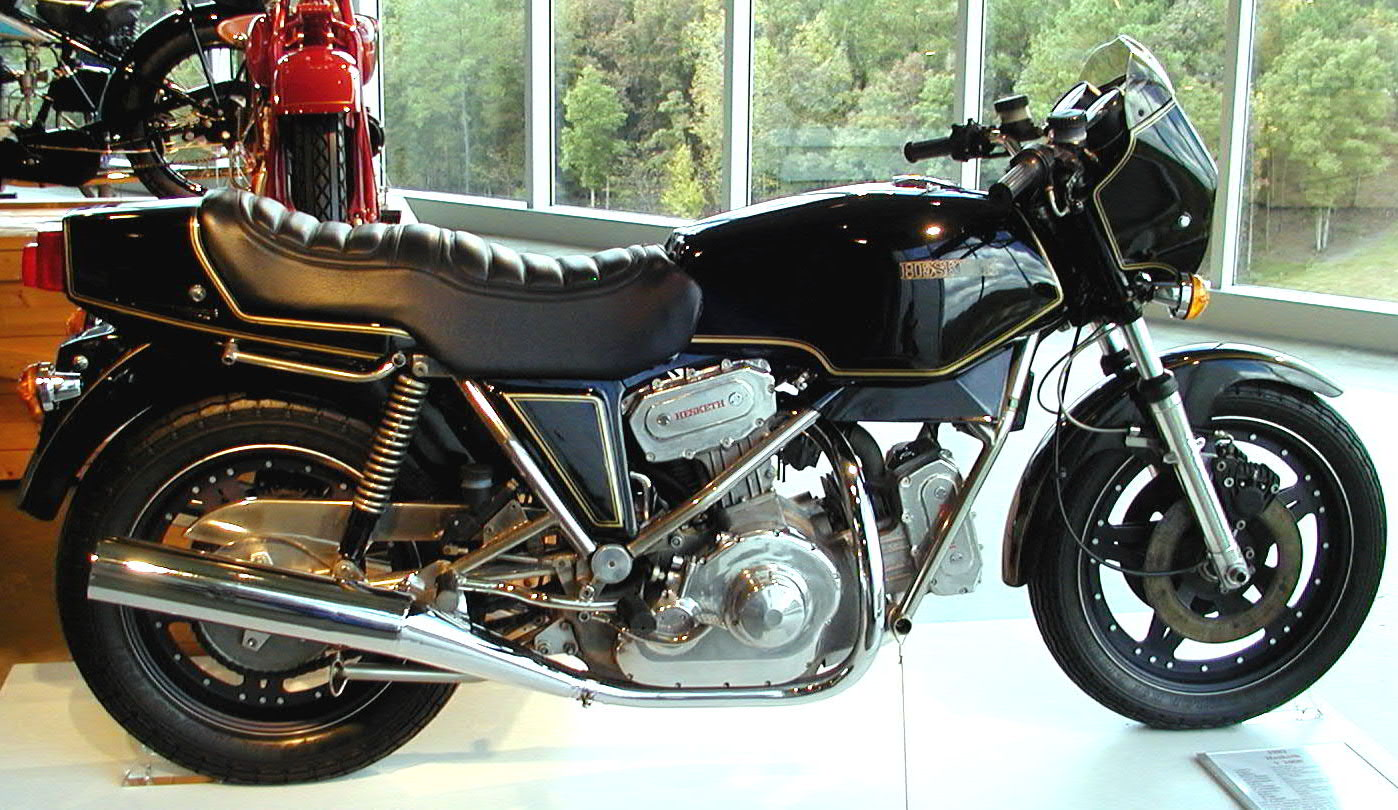
Hesketh V 1000 mit Astralite-Rädern (1982)

Hesketh Motorcycles ist ein britischer Motorradhersteller, der seit 1982 in Daventry, Easton Neston in Northamptonshire, Turweston Aerodrome bei Silverstone und Kingswood in Surrey ansässig ist.

## Geschichte
Das Unternehmen wurde von Alexander Fermor-Hesketh, 3. Baron Hesketh gegründet, um 1980 einen Prototyp zu entwickeln. Nachdem zwei Umfirmierungen schnell gescheitert waren, wurde die Marke ab 1984 von Broom Development Engineering – am Turweston Aerodrome an der Grenze zwischen Northamptonshire und Buckinghamshire gelegen – betreut und weiterentwickelt. Das bisher letzte Auftauchen der Marke war 2013 in Kingswood, Surrey.

### Hintergrund
Das Projekt wurde von Lord Hesketh gestartet, der die sterbende britische Motorradindustrie wiederbeleben wollte und damals Erfahrungen in Formel-1-Rennen hatte. Hesketh Racing war das letzte private Formel-1-Team, das einen Grand Prix gewonnen hatte. James Hunt war am Steuer des Siegerwagens. Lord Hesketh wollte das hierfür aufgebaute Know-how und die Einrichtungen zum Bau eines Qualitätsmotorrades nutzen.
Das Hesketh-Motorrad wurde in Easton-Neston entwickelt. Der Prototyp lief im Frühjahr 1980 mit einem Weslake-Motor. Die Hesketh V 1000, die ungefähr dem Marketingmuster von Vincent-HRD folgte, aber eher der zeitgenössischen Ducati 860GT ähnlich sah, bot allerlei fortschrittliche Technik: So war sie zum Beispiel das erste britische Motorrad mit vier Ventilen pro Zylinder und vier obenliegenden Nockenwellen, auch wenn japanische Hersteller so etwas schon in großer Stückzahl lieferten.
Nach zwei Jahren Entwicklung wurde das Projekt in der Presse angekündigt und man suchte Partner für die Fertigung. Nachdem sich keine Partner fanden, gründete Lord Hesketh allein die Hesketh Motorcycles plc. 1982 baute das Unternehmen eine neue Fabrik in Daventry zum Bau der Hesketh V 1000.
Es gab aber eine Reihe von Problemen: Die Motorräder waren schwer, hatten eine große Sitzhöhe, die Zuverlässigkeit ließ zu wünschen übrig und zu etlichen anderen Problemen kam ein hinterer Zylinder, der wegen mangelnder Kühlluft leicht überhitzte. Die resultierende „schlechte Presse“ in Verbindung mit einem unzureichend entwickelten Motorradmodell, Unterfinanzierung und einem zusammenbrechenden Motorradmarkt führten nach der Herstellung von nur 139 Exemplaren zur Insolvenz des Unternehmens.
Manager von Cagiva besuchten die Fabrik in Daventry im September 1982 mit der Intention, die Marke Hesketh in ihr Portfolio zu integrieren. Verkaufsdirektor Luigi Giacometti äußerte sich gegenüber Motor Cycle News, dass sie enttäuscht wären, feststellen zu müssen, dass alle Komponenten von Zulieferern stammten, dass es außer ein paar Wägelchen keine Produktionsanlagen gäbe und dass der Insolvenzverwalter £ 150.000 nur für einen Stapel Papier und Zeichnungen wollte.

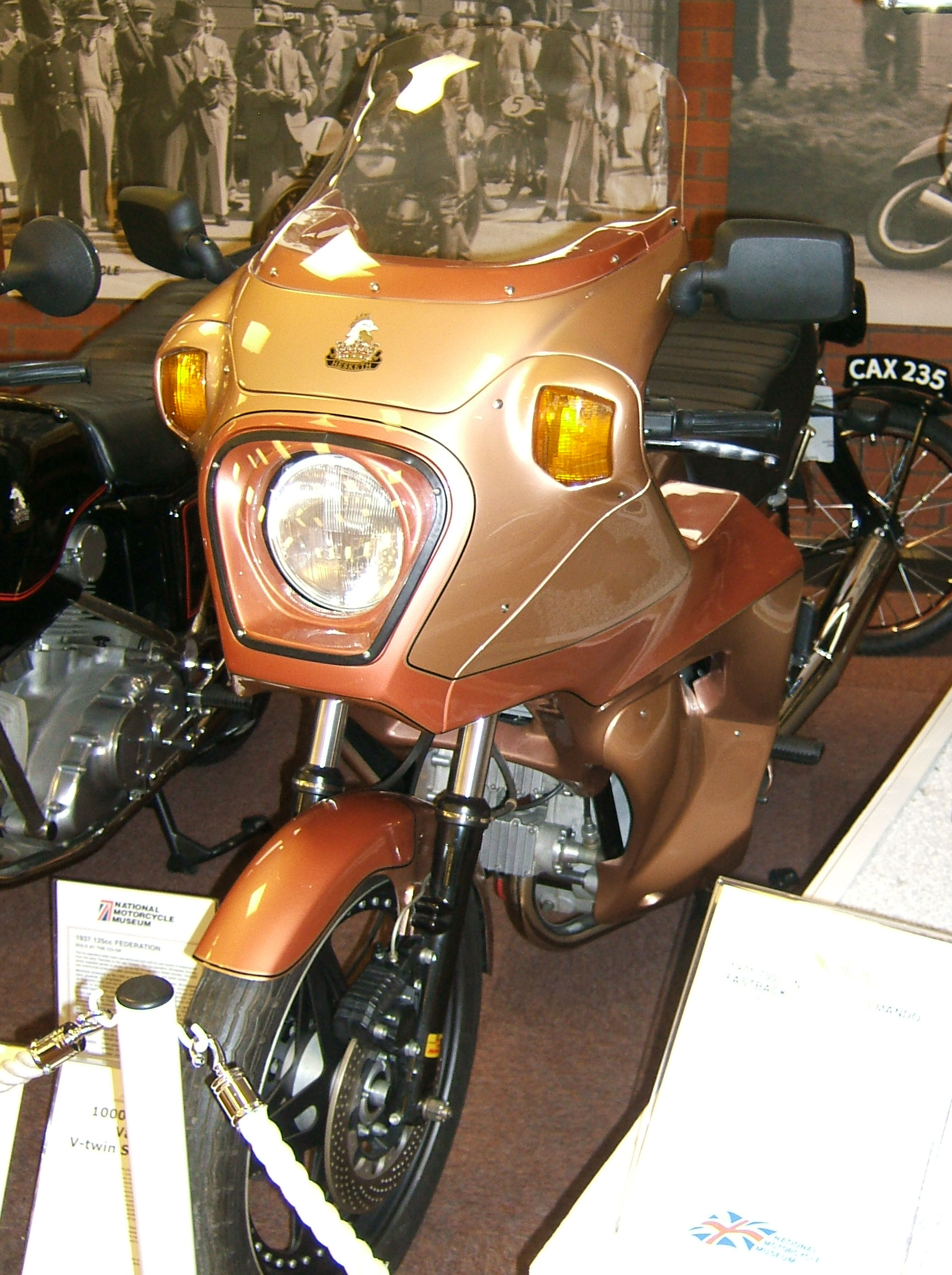
Die sehr seltene Hesketh Vampire (1984)

Er war sicher, dass er die mechanischen Probleme von Hesketh beheben könnte, doch zog Cagiva ihr Übernahmeangebot zurück, nachdem der Marketingchef von Hesketh, Peter Gaydon, in einem Fernsehinterview auftauchte und sagte, dass er einen Qualitätsverlust befürchtete, wenn die Marke als „Spaghetti Special“ unter Cagiva enden würde.
Die Arbeiterkooperative in Meriden interessierte sich für den Kauf der Rechte an diesen Motorrädern, weil sie nach der alten Triumph Bonneville kein neues Modell mehr zu bieten hatten. Es gab sogar eine V 1000 mit Triumph-Emblem am Tank, aber auch die Arbeiterkooperative hatte nicht genug Geld für den Kauf der Rechte und die Weiterentwicklung des Motorrades.
1983 gründete Lord Hesketh ein neues Unternehmen namens Hesleydon Ltd um eine überarbeitete V 1000 mit Vollverkleidung herzustellen. Die neue Maschine erhielt den Namen „Vampire“. Obwohl das neue Unternehmen dieses Motorrad mit Blick auf die Exportmärkte herstellte, übernahm die Vampire doch noch zu viele Unzulänglichkeiten von der V 1000, sodass nur 40 Exemplare gebaut wurden und die Firma schon 1984 wieder ihre Tore schloss.

## Broom Development Engineering
Mick Broom war Entwicklungsingenieur und Testfahrer im ersten Entwicklungsteam der Marke Hesketh und arbeitete in der Old Laundry in Easten-Neston. Als die Hesketh Motorcycles plc insolvent wurde, war Broom Teil des von Lord Hesketh zur Betreuung der Hesketh-Besitzer aufgebauten Teams. Man bot Reparatur- und Pflegearbeiten sowie Umbauten an den bereits verkauften Motorrädern an. Aus diesem Team wurde dann die Hesleydon Ltd, die die notwendige Exportberechtigung erhielt und die Vampire als Tourenversion der V 1000 entwickelte.
Eine Kombination aus einem generellen Niedergang des Motorradmarktes, den hohen Ersatzteilkosten und einer mangelnden Finanzausstattung zum Aufbau einer wirklichen Serienproduktion veranlasste die Hesleydon Ltd zur Schließung. Broom entwickelte die Vampire weiter, führte aber auch Entwicklungsarbeiten für andere Motorradhersteller und private Kunden durch. Seine Firma hieß Broom Development Engineering.
Das Unternehmen residierte in denselben Gebäuden, in denen die Entwicklung der V 1000 begann und das Team begann mit der Entwicklung dieses Motorrades in eine zuverlässige „Gentleman“-Tourenmaschine. Dies umfasste die Lösung des Überhitzungsproblems durch Erhöhung des Ölflusses zur Kühlung des hinteren Zylinders. Broom stellte bis zu zwölf Motorräder pro Jahr her und entwickelte die Konzeptmotorräder Vulcan und Vortan.

### Silverstone
2006 musste Broom Engineering in das Turweston Aerodrome bei Silverstone umziehen, da Lord Hesketh die Gebäude in Easton-Neston an Leon Max, einen Textilfabrikanten, verkaufte, der dort ein Factory-Outlet-Center für seine Textilmarke Max Store einrichten wollte. Unmittelbar vor dem Umzug, als ein Großteil der Einrichtungen bereits verpackt war, wurde die Fabrik ausgeraubt, wodurch ein Schaden von £ 40.000 entstand. Verschwunden waren auch nicht mehr zu ersetzende Aufzeichnungen, Werkzeuge und Motorräder. Dies behinderte natürlich den Aufbau einer Kleinserienproduktion am neuen Standort.

## Wiederbelebung der Marke
Mick Broom verkaufte die Marke Hesketh 2010. Seitdem war eine Wiedereröffnung der Hesketh Motorcycles Ltd und die Produktion neuer Motorräder unter diesem Namen in Planung.
Anfang 2014 kündigte Hesketh Motorcycles die Vorstellung der Hesketh 24, dem ersten neuen Modell seit etwa 30 Jahren, an.
Die Gesellschaft befindet sich seit 12. Oktober 2022 in Abwicklung.

## Hesketh 24

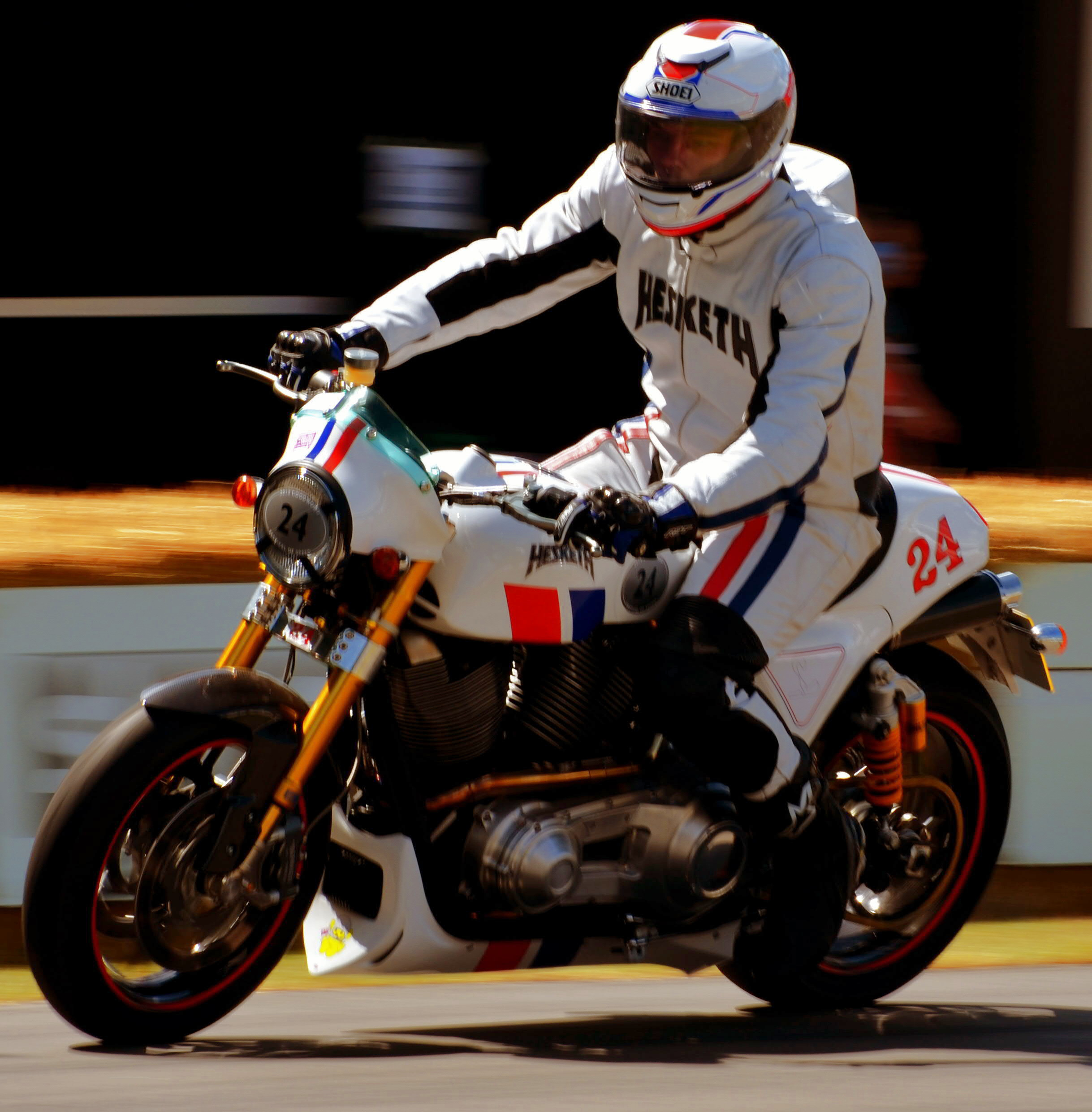
Tommy Hill führt eine Vorserien-Hesketh-24 beim Goodwood Festival of Speed 2014 vor.

Das von Paul Sleeman, dem Eigner und Chefingenieur von Hesketh Motorcycles, entworfene neue Modell, das nach der Nummer auf James Hunts Formel-1-Wagen von 1975 benannt wurde, wurde in einer auf 24 begrenzten Stückzahl hergestellt und in der ganzen Welt verkauft.
Der Antrieb dieses Motorrades ist der neue X-Wedge-Motor des US-amerikanischen Herstellers S&S Cycle, eines luftgekühlten V2-Motors mit 1950 cm³ Hubraum. Dieser Motor wird auch in den kürzlich wieder aufgelegten Morgan-Threewheeler eingebaut.
Der britische Tuner Harris Performance Engines wird den Motor so abändern, dass mindestens drei verschiedene Leistungsstufen angeboten werden können.
Die Verkleidung der Hesketh 24 wird in den Farben von James Hunts Formel-1-Rennwagen Hesketh 308 aus den 1970er-Jahren lackiert sein und vom früheren Motorradrennfahrer Tommy Hill hergestellt werden. Jedes der 24 Exemplare soll ein Emblem in 18 Karat Gold mit seiner individuellen Seriennummer auf dem Tank erhalten.

## Hesketh Sonnet
Nachfolger sollte die Hesketh Sonnet werden. Die Sonnet hatte 2163 cm³ Hubraum, einen Zweizylinder-Viertakt-56,25-Grad-V-Motor mit drei untenliegenden Nockenwellen und zwei Ventilen pro Zylinder und wog 235 kg. 100 Stück sollten gebaut werden, es blieb allerdings bei nur einem Prototyp.

## Hesketh Heresy 450
Im November 2022 wurde die Heresy 450 vorgestellt. Die Maschine wird von einem 450-cm³-Viertakt-Einzylindermotor mit etwa 30 bis 35 PS angetrieben (eine modifizierte Version des Motors der Honda XR 400), wiegt 180 kg und mit ABS ausgeliefert. Das Modell soll £ 14.000 (€ 16.000) kosten. Mit der Heresy 450 werden 40 Jahre Hesketh Motorcycles gefeiert.

## Modelle
| Name            | Produktionsjahr | Hubraum  | Stückzahl |
| --------------- | --------------- | -------- | --------- |
| V1000           | 1982            | 1000 cm³ | 150       |
| Vampire         | 1983            | 1000 cm³ | 50        |
| Vortan          | 1985            | 1100 cm³ | 1         |
| Vulcan          | 1990            | 1200 cm³ | 1*        |
| Kingswood V1000 | 2012            | 1000 cm³ | 5         |
| Hesketh 24      | 2014            | 2000 cm³ | 24        |
| Hesketh Sonnet  | 2017            | 1000 cc  | 1*        |
| Heresy 450      | 2022            | 0450 cm³ |           |

 * = nur Prototyp.

 ** = Herstellung geplant